# 斑點刺尾魚
斑點刺尾魚又稱斑點刺尾鯛，俗名白點倒吊、粗皮仔，為輻鰭魚綱鱸形目刺尾魚亞目刺尾魚科的其中一個種。

## 分布
本魚分布於印度西太平洋區，包括馬爾地夫、台灣、菲律賓、帛琉、馬紹爾群島、馬里亞納群島、索羅門群島、斐濟群島、法屬玻里尼西亞、夏威夷群島、加拉巴哥群島等海域。

## 深度
水深0至10公尺。

## 特徵
本魚體呈卵圓形而側扁。頭小，頭背部眼前區凸出。暗褐色，腹部較黃。體側具2至4條白色橫帶且身體後半部至尾柄處密布著許多小白點，其中第一條橫帶通過鰓蓋末緣，而最後二條有時並不明顯。尾鰭後緣略凹。除尾鰭前半部及腹鰭黃色外，其它各鰭均為暗褐色。背鰭硬棘9枚、背鰭軟條27至30枚、臀鰭硬棘 3枚、臀鰭軟條23至26枚。體長可達26公分。

## 生態
本魚棲息於在波浪較大處，其身體後半部上的小白點會讓掠食者誤以為是牠是浪花而逃過一劫，有時會一大群出現。屬藻食性，有時也食石灰質藻。

## 經濟利用
體色相當鮮明特別，極適合做觀賞。可食用，多煮成味增湯。